# 버트런드 러셀
제3대 러셀 백작 버트런드 아서 윌리엄 러셀(영어: Bertrand Arthur William Russell, 3rd Earl Russell, OM, FRS, 1872년 5월 18일 ~ 1970년 2월 2일)은 영국의 수학자, 철학자, 수리논리학자, 역사가, 사회 비평가이다. 화이트헤드와 함께 《수학 원리》를 저술하여 수리논리학의 성립에 공헌하였으며, 이후 평화주의 운동과 저술활동에 참여하였다. 1950년 노벨 문학상을 수상하였다.
그는 일생의 여러 부분에서 자유주의자, 사회주의자, 평화주의자 순으로 자신의 이상을 생각해왔으나, 자신이 이 중 어느 쪽도 되지 않았다고 회고했다. 일생의 대부분을 잉글랜드에서 보냈으나, 그는 웨일스에서 태어났고 그곳에서 사망했다.
러셀은 1900년대 초반 "관념론 반대운동(revolt against idealism)" 을 일으켰으며, 그의 선배 프레게, 제자 루트비히 비트겐슈타인과 함께 분석철학의 창시자 중 하나로 꼽히며, 20세기의 선두 논리학자로 자리매김했다. 그는 화이트헤드와 함께 《수학 원리》를 저술했으며, 이는 수학을 이용해 논리학의 기틀을 닦고자 한 시도이다. 그의 철학 에세이 〈On Denoting〉은 "철학의 패러다임"으로 간주되고 있다. 그의 저술은 논리학, 수학, 집합론, 언어학, 철학중에서도 언어철학, 인식론, 형이상학에 영향을 주었다.
러셀은 당시 반전 운동가로서 크게 활약했다; 그는 자유 무역을 지지했으며, 반제국주의 운동가로도 활약했다. 러셀은 1차 세계대전 때 반전 운동으로 인해 감옥에 수감되었으며, 이후 아돌프 히틀러, 스탈린주의자, 전체주의, 미국의 베트남 전쟁에 대한 비판과 반대 운동을 펼쳤다. 그는 핵무장 반대운동에도 열렬히 참가했다.
1950년, 러셀은 "인본주의와 양심의 자유를 대표하는 다양하고 중요한 저술을 한 공로를 인정받아" 노벨 문학상을 받는다.

## 생애

### 출생
1872년 5월 18일 러셀은 영국의 총리를 지낸 존 러셀 백작의 손자로 귀족가문에서 태어났다.

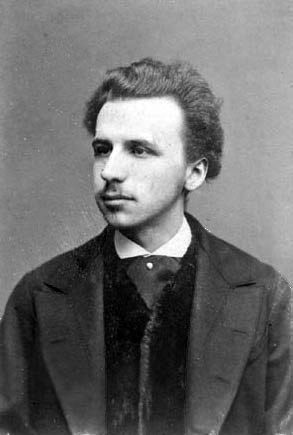
버트런드 러셀의 아버지

러셀의 가문은 몇 세기 전 튜더 왕조가 세워지며 권력을 얻어 영국의 자유주의적인 휘그당을 세운 가문이었으며, 영국 정치사의 중요한 사건, 1536~1540년의 수도원 해체, 1688~1689년 명예 혁명과, 1832년 영국선거법 개정에 참여하였다.
러셀의 부모는 당시 정치사상이 극단적인 쪽이었다. 러셀의 아버지 존 러셀은 무신론자였으며, 아이들의 가정교사였던 생물학자 더글러스 스펄딩과 자신의 아내간의 정사를 공식적으로 인정했으며, 부모 양쪽 모두 당시 사회 분위기에 앞서가는 "산아제한"의 지지자였다. 아버지 존 러셀의 무신론은 철학자 존 스튜어트 밀에게 러셀의 대부가 되어줄 것을 부탁한 데서 명확히 드러난다. 밀은 러셀이 태어난 이후 얼마 되지 않아 사망했지만, 그의 저술은 러셀의 삶에 많은 영향을 끼쳤다.

### 유소년기

#### 할머니의 양육
러셀에게는 프랭크와 레이첼이라는 두 형제가 있었으며 이중 레이첼은 1874년 어머니가 디프테리아로 세상을 떠난 뒤에 세상을 떠났다. 1876년에는 아버지가 우울증에 시달리다가 세상을 떠났다. 살아남은 프랭크와 버트런드 러셀은 조부모의 교육을 받으며 자랐다. 할아버지 존 러셀은 1878년 세상을 떠났는데, 러셀은 할아버지를 휠체어에 탄 친절한 할아버지로 기억했다. 유년기의 대부분동안 러셀은 할머니 러셀 백작부인의 돌봄을 받았다.
당시 러셀 백작부인은 종교적으로 보수적이었으나, 종교 이외의 부분에서는 진보적인 입장을 취하여 다윈 사상을 지지했으며, 버트런드 러셀에게 사회정의에 대한 시각을 키워주었다. 할머니가 좋아하던 성서 이야기인 '다수의 사람들이 잘못을 저지를 때에도 그들을 따라가서는 안 되며, 다수의 사람들이 정의를 굽게 하는 증언을 할 때에도 그들을 따라가서는 안 된다.'(출애굽기 23:2/새번역성서)는 러셀의 좌우명이 되었다. 당시 러셀이 살던 펨브로크 롯지도 종교적으로는 상당히 보수적인 분위기였는데, 러셀의 형 프랭크는 저항적이었으며, 러셀은 자신의 감정을 숨기면서 생활했다. 할머니는 공교육에 반대해 손자를 학교에 보내지 않고 가정교사를 초빙해 가르쳤기 때문에 친구를 사귀지 못한 러셀은 다른 사람들과의 대화에 공포를 느꼈다.

#### 고독
러셀의 사춘기는 굉장히 고독했으며, 그는 몇 차례 자살 충동을 느꼈다고 회고한다. 러셀은 자신의 회고록에서 당시 자신의 주된 관심사는 종교와 수학이었으며, 수학에 대해 조금이라도 더 알고 싶은 마음에 자살을 하지 않았다고 서술한다. 그는 집에서 몇 명의 가정교사에게 교육받았다. 그의 형 프랭크는 러셀에게 유클리드 기하학을 가르쳐, 러셀의 삶을 극적으로 바꾸었다.
또한, 이 기간 중에 러셀은 퍼시 비시 셸리의 저술을 찾게 되었다. 자서전에 그는 "나는 내 생각이나 기분을 말할 사람이 없다는 걸 알고서, 모든 여가 시간을 그의 저술을 읽으며, 마음 깊이 새기는 데 보냈다. 나는 셸리의 저술을 알게 된 것이 정말 환상적이라고 느꼈으며, 내가 인간으로서 그를 만났다면 큰 동정을 느꼈을 것이라고 생각하곤 했다"고 기록했다. 15세가 되며 러셀은 기독교의 교리가 합당한가에 대해 생각하는 데 많은 시간을 썼으며, 18세에 그는 완전한 무신론자가 되기로 결심했다.

### 대학 시절과 첫 번째 결혼
러셀은 1890년 케임브리지 대학교의 트리니티 칼리지에 장학생으로 들어갔다. 그는 자신보다 어린 조지 에드워드 무어와 아는 사이가 되었으며, 화이트헤드에게 비밀 동아리 케임브리지 아포슬스를 추천받으며 영향을 받는다.
러셀은 수학과 철학에서 두각을 나타내어, 1893년 학교를 최우등 졸업생으로 졸업하고 1895년 선임연구원(Fellow)이 된다.
러셀은 17세에 처음으로 퀘이커 교도였던 앨리스 페어살 스미스와 만났으며, 그녀의 가족과도 친밀한 관계가 되었다. 그녀의 가족들은 러셀이 존 러셀 백작의 손자라는 것을 알고 있었으며, 이후 러셀과 같이 대륙을 돌며 여행하기를 즐겼다. 그들과 함께 러셀은 1889년 파리 박람회에 참가해 당시 갓 건축된 에펠탑에 올라 본다.
이후 그는 청교도적인 가치관을 가졌던 앨리스와 사랑에 빠지며, 할머니의 반대를 무릅쓰고 1894년 12월 13일 결혼했다. 그러나 둘은 1901년 함께 자전거를 타다가 러셀이 앨리스에게 자신이 그녀를 더 이상 사랑하지 않는다는 것을 고백하며 파경에 빠진다. 러셀은 앨리스의 어머니가 잔인하게 그를 조종하려고 하였기에 싫어하기도 하였으며, 이후 1921년까지 별거하며 형식적으로만 부부로 남아있다가 이혼했다. 이 기간 동안 러셀은 오톨린 모렐과 배우 콘스턴스 말레슨 등 여러 사람들과 열애 관계에 빠졌다.

### 초기 활동
러셀은 1896년 자신의 전 생애에 걸친 정치, 사회학에 대한 관심을 나타낸 《독일 사회민주주의》를 출간하고, 이어서 같은 해에 런던 경제 대학에서 독일 사회민주주의에 대한 강의를 시작한다(그는 1937년 이곳에서 다시 '권력의 과학'을 강의하기도 한다). 그는 1902년 페이비언 협회의 시드니 웨브와 베아트리스 웨브가 세운 다이닝 클럽 코에피션츠(Coefficients)에서 사회 개혁 운동가로도 활동했다.
이후 그는 트리니티 칼리지에서 수학의 기초 원리를 연구하며, 집합론의 기초를 뒤흔드는 러셀의 역설을 발견한다. 1903년 그는 수리논리학에 대한 첫 번째 저작인 《The Principles of Mathematics》를 발간하며, 여기서 수학은 매우 적은 수의 공리에서 유도될 수 있음을 보여 논리주의의 주장에 큰 근거를 실어준다.
1905년에 그는 철학 저널 《Mind》에 에세이 〈On Denoting〉을 싣고, 1908년 왕립 학회 회원이 된다. 이후 1910년 《수학 논리》 1권을 화이트헤드와 함께 출간하며 수리철학 분야에서 명성을 얻게 된다.
1910년 그는 케임브리지 대학교 강사가 되었고, 여기서 오스트리아의 공학도였던 루트비히 비트겐슈타인을 만나게 되었다. 비트겐슈타인은 곧 그의 박사과정 학생으로 들어오게 되었고, 러셀은 그를 천재이자, 자신의 논리학의 후계를 이을 사람으로 평가했다. 비트겐슈타인에 매료된 러셀은 많은 시간을 비트겐슈타인의 다양한 공포증과 우울증을 돌봐주는데 보내게 되었다. 이것이 상당히 러셀의 기력을 소모했지만, 러셀은 굽히지 않고 비트겐슈타인에게 학문을 하도록 권유했으며, 1922년 비트겐슈타인의 대표저작 중 하나인 《논리철학논고》를 출판하도록 권유하기도 한다. 1918년 러셀은 비트겐슈타인이 1차대전 전쟁 포로로 잡혀있는 동안 그의 철학적 아이디어를 재해석한 논리적 원자론(Logical atomism) 강의를 하기도 하였다.

### 1차 세계대전중 활동
1차 세계대전 중 러셀은 몇 안되는 반전 운동가로 활동했다. 그리고 이로 인해 1916년에 트리니티 칼리지에서 해고되었고, 100파운드의 벌금을 선고받았다. 러셀은 감옥에 가기를 희망하여 이를 내기 거부했으나, 정부에서는 러셀의 책들을 압수해 경매에 부쳐 벌금을 징수하였다. 압수된 서적은 러셀의 친구들이 구매했으며, 러셀은 "케임브리지 경찰에 의해 압수됨"이라는 낙인이 찍힌 킹 제임스판 성경을 기념품으로 간직했다.
이후 미국이 영국편으로 참전하는 것에 대해 반대하는 강연을 했다는 죄목으로 기소된 것에 대해서는 브릭스튼 감옥에서 6개월 징역형을 선고받았으며, 1918년 9월 석방되었다.
러셀은 1919년 대학교에서 복직되었으나 1920년 강사직에서 물러났고, 1926년 특강 'Tarner Lecture'의 강사를 잠시 맡았다. 이후 1944년부터 1949년까지는 선임 연구원(Fellow)으로 활동하였다.

### 1차 대전후 활동
1920년 8월 러셀은 1917년 러시아 혁명이 미친 영향을 조사하기 위한 1920년 영국 대표단에 뽑혀 갔다. 그는 블라디미르 레닌과 1시간에 걸친 토론을 했으며, 회고록에서 레닌의 "악마적인 잔인성"을 발견했고, 레닌의 성품을 "독선적인 교수"에 비교하며, 실망감을 표시했다. 그는 레닌의 공산주의 체제가 "전제적 관료주의 체제에 가까우며, 차르 시대보다 더 끔찍하고 정교한 감시 시스템 아래서 운영되고 있고, 오만하고 불쾌한 일종의 귀족 정치를 행하고 있다"라고 말했다. 이후 증기선을 타고 볼가강을 내려가기도 했다.
당시 러셀의 연인이었던 도라 블랙도 러셀과는 별개로 러시아를 같은 시기에 방문했는데, 그녀는 러시아 혁명의 적극적인 지지자였다. 하지만 러셀의 경험은 이전의 러시아 혁명에 대한 자신의 지지를 철회하게 했고, 자신의 경험을 《The Practice and Theory of Bolshevism》에서 회고하며, 영국으로 돌아갈 때 동료 24명이 러시아 혁명을 긍정적으로 평가하는 데 대해 반대 의견으로 설득하려고 한 이야기를 싣는다. 일례로, 러셀은 오밤중에 들은 총성을 이야기하며 이것이 비밀경찰의 총살이라고 주장하지만, 동료들은 자동차 엔진 소리였을 거라고 흘려듣는 장면이 있다.
이후 러셀은 베이징에서 1년간 도라와 함께 철학 강의를 했다. 러셀은 그곳에 희망을 품고, 중국이 새로운 궤도에 올랐다고 보았다. 당시 그곳에 있던 학자들 중 주목할 만한 사람으로는 인도의 시인 라빈드라나트 타고르가 있다. 중국에 머무르는동안, 러셀은 폐렴으로 심하게 고통받았는데, 일본 신문에는 그의 사망설이 돌았다. 이 커플이 일본을 방문할 때, 도라는 "일본 신문에서는 죽은 버트런드 러셀씨는 일본 기자들께 인터뷰를 하실수 없답니다."라고 응답했는데, 당시 일본 언론은 이 응답을 달가워하지 않았다.
1921년 8월 26일 귀국 당시 도라가 임신 6개월 차였기에, 러셀은 이혼을 서두르고 1921년 11월 27일 결혼했다. 두 사람 사이에서는 1921년 훗날의 제4대 러셀 백작이 되는 아들 존 콘라드와 딸 캐서린이 태어났다. 러셀은 일반인을 위한 물리학, 윤리학, 교육학 서적을 출판하여 가족의 생계를 책임졌다.
이 당시 러셀이 T. S. 엘리엇의 부인이었던 Vivienne Haigh-Wood와 정사관계에 있었다는 주장도 있다.

### 2차대전
러셀은 처음에는 히틀러를 패배시키는 것보다 전 세계에 걸친 전쟁을 막는 것이 중요하다고 보아 나치 독일에 대한 재무장을 반대했으나, 아돌프 히틀러가 전 유럽을 장악하는 것은 민주주의에 대한 영구한 위협이 될 것이라고 보았기에, 1940년에는 시각을 바꾸게 되었다. 1943년 그는 "정치적으로 상대적인 평화주의(Relative Political Pacifism)"를 제창한다. 전쟁은 언제나 거대한 악행이지만, 히틀러의 나치 독일 체제와 같은 특정하고 극단적인 상황에서는 선택할 수 있는 것 중 덜 나쁜 악행이 될 수 있다는 것이었다.

### 이후 활동
이후 1944년 귀국하여 모교 케임브리지 대학교에서 선임연구원(Fellow)으로서 강의를 하였다. 1945년 원자폭탄이 발명되자, 그는 수소 폭탄의 발명을 예언하고 핵무기 반대 운동과 함께 세계 평화 운동을 벌였다. 《러셀 서양철학사(A History of Western Philosophy)》, 기독교 비평서 《나는 왜 기독교인이 아닌가》를 비롯해 많은 저서를 남겼다. 1950년에 노벨 문학상을 받았다.
그는 수학자로서 출발하여 《수학 원리》를 통해 수리 철학 및 기호 논리학에 공헌하였다. 철학·정치·교육·인생 등에 관한 평론도 있다. 주요 저서로 《수리철학 서설》, 《정신의 분석》, 《서양철학사》, 《권력》 등이 있다.

## 사상
러셀의 철학사상은 흔히 지적되듯이 발전적이며 자주 변하였으나 그 기초가 되어 있는 철학에서의 분석적 방법은 일관되어 있고 이에 의해서 과학적인 철학을 수립하려고 하였다. 이 방법을 토대로 영국 경험론의 전통 위에 선 인식론을 전개하는 것이 그의 철학이다.
처음에는 대학에서 받은 교육 때문에 헤겔적인 절대정신만을 참된 실재라고 하는 관념적 일원론의 입장에 지지했으나 그것이 수학과 맞지 않는다는 것을 알자, 이 입장을 버리고 그 반동으로서 이번에는 많은 존재물을 인정하는 다원론의 입장을 취하였다. 《철학의 문제들》(1912)에서는 개체와 보편, 감각과 물체를 함께 인정하는 이원론적·플라톤적 실재론의 입장에 지지하였다.
《외부 세계의 인식》(1914)에서는 감각소여(感覺所與, 센스 데이터)만을 확실한 것으로 보고, 사물은 감각소여로부터 논리적으로 구성된 것이라고 생각하는 유명한 견해에 도달하였다. 이 무렵부터 그는 자신의 입장을 논리적 원자론이라고 불렀는데 《정신의 분석》(1928)에서는 감각도 물체도 아닌 중립적인 것을 참된 존재로 보는 중성적 일원론(中性的 一元論)의 입장을 확립하였다.

### 종교에 관한 견해
러셀은 종교, 특히 기독교에 대한 강한 반감을 표시했다. 그는 사후세계를 부인했으며, 신의 존재를 부정했는데, 그것은 과학적으로 증명할 수 없다는 근거에 의한다. 즉, 종교는 인간이 그들의 믿음을 즐기기 위한 도구이며, 그것을 통해서 그들이 덕이 있고, 그들의 적은 악함을 보이기 위한 것으로 주장하였다. 그는 '신의 존재 여부는 지식을 가질 수 있는 범위 밖에 있으며, 인간의 영원성 또한 증명이 가능해야만 신뢰할 수 있다'고 주장하였다. 인간 영혼의 영원불멸성은 죽음에 대한 공포에 기인하며 기독교의 교리의 핵심으로 기독교가 부흥하게된 기초를 제공하였다는 것이다. 신을 믿게 되며 그 믿음을 통해 우주 전체를 기도의 능력으로 좌지우지 가능케 되어, 죽음의 공포를 완화하게 만든다는 것이다.

## 학문적 업적

### 분석철학
러셀은 분석철학의 창시자 중 하나로 알려져 있다. 비트겐슈타인과 함께 선구자적 업적을 이뤘다고 평가받는다. 20세기 초에는 헤겔에 영향받은 이상주의에 반대했고, 30년 뒤에 이는 비엔나에서 논리실증주의자들에 의해 형이상학 반대를 반복했다.

### 논리와 수리 철학
러셀은 근대 수리 논리에 큰 영향을 주었다. 미국의 철학자이자 논리학자인 윌러드 밴 오먼 콰인은 러셀이 자신의 철학에 가장 큰 영향을 주었다고 말했다.
러셀의 첫 수학에 관한 책은 《기하학기초론에 관한 에세이(An Essay on the Foundations of Geometry)》이다. 이 작품은 칸트에게 크게 영향을 받았다. 러셀은 자신의 책이 아인슈타인의 시공간 스키마를 받아들일 여유 공간이 없다는 것을 깨닫고, 칸트의 수학과 기하학을 완전히 거부했다. 그는 자신의 최초의 작업에 대해 거의 중요성 없다는 평가를 했다.

## 어록
| “ | 단순하지만 누를 길 없이 강렬한 세 가지 열정이 내 인생을 지배해왔으니, 사랑에 대한 갈망, 지식에 대한 탐구욕, 인류의 고통에 대한 참기 힘든 연민이 바로 그것이다. 이러한 열정들이 나를 이리저리 제멋대로 몰고 다니며 깊은 고뇌의 대양 위로, 절망의 벼랑 끝으로 떠돌게 했다. | ” |

| “ | 거짓과 더불어 제정신으로 사느니, 진실과 더불어 미치는 쪽을 택하고 싶다. | ” |

| “ | 많은 사람들은 생각을 하느니 차라리 죽을 것이다. 그리고 실제로 그렇게 한다. | ” |

| “ | 모든 사람은 가능하다면 신이 되고 싶어한다. | ” |

## 주요 저작
- 1912. 철학이란 무엇인가(권오석 역, 2008) / 철학의 문제들(박영태 역, 2000)The Problems of Philosophy. London: Williams and Norgate.
- 1916. 왜 사람들은 싸우는가? (이순희 역, 2010) Principles of Social Reconstruction. London: George Allen & Unwin.
- 1919. 수리철학의 기초 Introduction to Mathematical Philosophy. London: George Allen & Unwin. (ISBN 0-415-09604-9for Routledge paperback) (Copy at Archive.org).
- 1922. 러셀 북경에 가다(이순희 역, 2009) The Problem of China. London: George Allen & Unwin.
- 1925. 상대성 이론의 참뜻(김영대 역, 1997) The ABC of Relativity. London: Kegan Paul, Trench, Trubner.
- 1925. 나는 믿는다(What I Believe. London: Kegan Paul, Trench, Trubner.
- 1926. 러셀의 자녀교육론 On Education, Especially in Early Childhood. London: George Allen & Unwin.
- 1927. An Outline of Philosophy. London: George Allen & Unwin.
- 1927. 나는 왜 기독교인이 아닌가(이재황 역, 1996) Why I Am Not a Christian. London: Watts.
- 1927. Selected Papers of Bertrand Russell. New York: Modern Library.
- 1928. 우리는 합리적 사고를 포기했는가(김경숙 역, 2008) Sceptical Essays. London: George Allen & Unwin.
- 1929. 결혼과 도덕에 관한 10가지 철학적 성찰(김영철 역, 1997) Marriage and Morals. London: George Allen & Unwin.
- 1930. 행복의 정복 / 러셀의 행복론(황문수 역, 2001) The Conquest of Happiness. London: George Allen & Unwin.
- 1935. 게으름에 대한 찬양(송은경 역, 1997) In Praise of Idleness. London: George Allen & Unwin.
- 1935. 종교와 과학(김이선 역, 2011) Religion and Science. London: Thornton Butterworth.
- _. 런던 통신 1931-35(송은경 역) Mortals and Others: American Essays 1931-1935
- 1938. 권력 (안정효 역, 2003) Power: A New Social Analysis. London: George Allen & Unwin.
- 1940. 의미와 진리의 탐구(임병수 역, 1990) An Inquiry into Meaning and Truth. New York: W. W. Norton & Company.
- 1945. 러셀 서양철학사(서상복 역) A History of Western Philosophy and Its Connection with Political and Social Circumstances from the Earliest Times to the Present Day. New York: Simon and Schuster.
- 1948. 인간과 그 밖의 것들(송은경 역, 2005) Human Knowledge: Its Scope and Limits. London: George Allen & Unwin.
- 1949. 권위와 개인(이종익 역, 1997) Authority and the Individual]. London: George Allen & Unwin.
- 1950. 반속적 에세이 Unpopular Essays. London: George Allen & Unwin.
- 1959. 나는 이렇게 철학을 하였다(곽강제역, 2008) My Philosophical Development. London: George Allen & Unwin.
- 1959. 서양의 지혜 Wisdom of the West, edited by Paul Foulkes. London: Macdonald. George Allen & Unwin.
- 1961. 사실과 허구의 교차로(고정식 역, 1993) Fact and Fiction. London: George Allen & Unwin.
- 1961. 인류에게 내일은 있는가(고정식 역, 1991) Has Man a Future?, London: George Allen & Unwin.
- 1951–1969. 러셀 자서전(송은경 역, 2003) The Autobiography of Bertrand Russell, 3 vols.. London: George Allen & Unwin. Vol 2 1956
- 1969. 러셀의 철학노트(최혁순 역, 1990) Dear Bertrand Russell... A Selection of his Correspondence with the General Public 1950–1968, edited by Barry Feinberg and Ronald Kasrils. London: George Allen and Unwin.
- 소중한 삶을 여는 인생노트 / 러셀 인생노트
- 파이의 역사
- 일반인을 위한 철학
- 나는 무엇을 보았는가 Bertrand Russell's Best edited by R.E. Egner

연구서
- 러셀(신일철 역, 1982) Bertrand Russell, by A. J. Ayer (1972), reprint ed. 1988: ISBN 0-226-03343-0
- 버트란드 러셀(최혁순 역, 1984)Bertrand Russell and His World, by Ronald W. Clark (1981) ISBN 0-500-13070-1

## 서훈
- 1949년 오더 오브 메리트(Order of Merit, OM)

## 같이 보기
- 러셀의 역설
- 러셀의 찻주전자

## 참고 문헌
- 이 문서에는 다음커뮤니케이션(현 카카오)에서 GFDL 또는 CC-SA 라이선스로 배포한 글로벌 세계대백과사전의 내용을 기초로 작성된 글이 포함되어 있습니다.